# Inverin
Inverin (iriska: Indreabhán) är en by i Galway i Connacht på Irland.